# Kaspanaze Simma

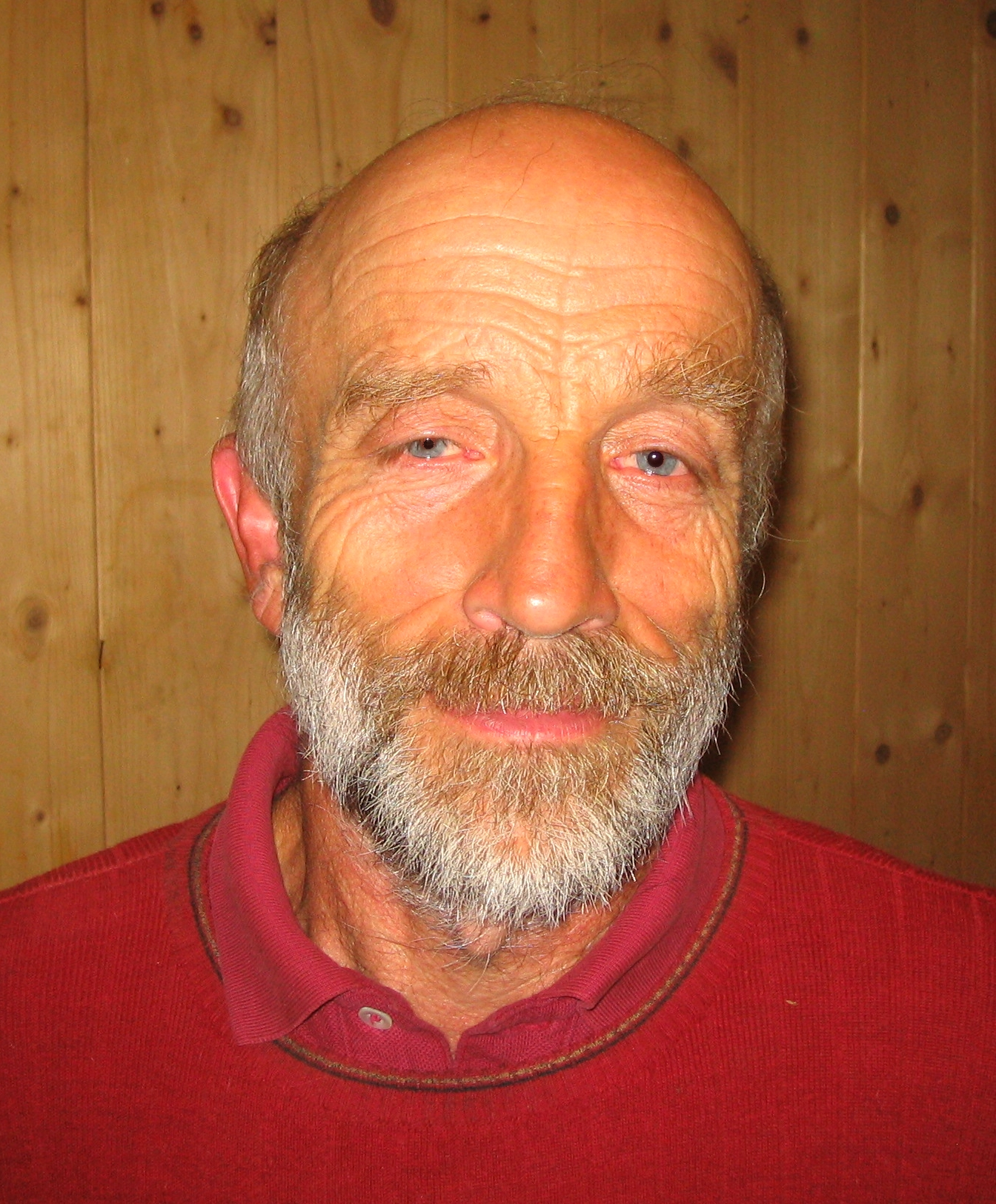
Kaspanaze Simma (2009)

Kaspanaze Simma (eigentlich Kaspar Ignaz Simma; * 27. September 1954 in Dornbirn) ist ein österreichischer Landwirt und ehemaliger Politiker (Die Grünen).

## Politik
Grundsätzlich kann Kaspanaze Simma als wertkonservativer Politiker bezeichnet werden, der als Landwirt eine intakte Umwelt als eines der wichtigsten politischen Ziele sieht. Das grüne, umweltschützerische Denken war ihm bei den Grünen stets wichtiger als das alternative Gedankengut.

### ÖVP-Bauernbund
Zunächst war Simma Mitglied des Bauernbundes (bzw. Jungbauernbundes) der ÖVP. Als Mitglied einer Arbeitsgruppe aus ÖVP-Politikern und Parteifreien war er an der Ausarbeitung eines Projektes unter dem Titel Modell Vorarlberg beteiligt, welches sich vor allem gegen ein blindes Vertrauen in den wissenschaftlich-technischen Fortschritt wandte.
Nachdem das Modell Vorarlberg 1983 von der Partei abgelehnt worden war, kehrte er der ÖVP den Rücken zu.

### Die Grünen
Kaspanaze Simma suchte ab 1983 seine Ideen in der noch relativ jungen Grün-Bewegung durchzusetzen. Als Spitzenkandidat der Alternativen Liste Österreichs, die ein Wahlbündnis mit den Vereinten Grünen Österreichs einging, trat er zu den Vorarlberger Landtagswahlen 1984 an. Seine Partei schaffte nicht nur den Einzug ins Landesparlament, sondern konnte gleich bei ihrem ersten Antreten ein sensationelles Ergebnis von 13 Prozent der Stimmen erreichen.
Simma war maßgeblich am Erfolg der Grünen in Vorarlberg beteiligt. Vor allem sein unkonventionelles Auftreten und seine Geradlinigkeit brachten ihm viele Sympathiewerte ein. Er erregte vor allem Aufsehen, als er beispielsweise am Wahlabend an seine Konkurrenten Käse aus dem Bregenzerwald verteilte oder als er zur Angelobung im Landtag in seiner gewohnten bäuerlichen Kleidung erschien. Sein äußeres Erscheinungsbild und seine neue einfache Art der Politik (das Positive im Gegner suchen – „Politik der Liebe“) machten Simma weit über die Grenzen Vorarlbergs hinaus bekannt. Das Bild des bärtigen Bauern mit Strickjacke zierte so manche Titelseite auch internationaler Zeitschriften.
Bei den Landtagswahlen 1989 trat er für die Vereinten Grünen Österreichs an, konnte aber ohne Wahlbündnis den Wiedereinzug ins Landesparlament nicht erreichen. Erst bei den Wahlen 1994 konnte er als Spitzenkandidat der aus den Vereinten Grünen und der Alternativen Liste fusionierten Partei Die Grünen – Die Grüne Alternative wieder in den Landtag einziehen. Mit Ende der Legislaturperiode kandidierte er nicht mehr und schied 1999 aus dem Landtag aus. Von 1990 bis 2004 war er in der Gemeindevertretung in seinem Heimatort Andelsbuch im Bregenzerwald.
Heute spricht Simma etwas verbittert über die Grünen: „Leider gibt es bei vielen Grünen ein sehr einseitiges Denken. Viele erkennen nicht, was da alles möglich gewesen wäre.“ Außerdem ist er der Meinung, dass sich die Grünen zu weit links positionieren.

## Privates
Der Biobauer Kaspanaze Simma ist verheiratet mit Lucia. Gemeinsam mit ihren fünf Kindern bewirtschaften sie seinen Hof in Andelsbuch im Bregenzerwald, den er in den 1970er Jahren von seinen Eltern übernommen hat, als Selbstversorger. Im Jahr 2022 trat Simma als Proponent einer Bürgerinitiative auf, die eine Volksabstimmung zur geplanten „Wälderhalle“ in Andelsbuch initiieren wollte.